# Antonio Tancredi
Antonio Tancredi (Teramo, 1º giugno 1932 – Roma, 17 maggio 2012) è stato un politico italiano.

## Biografia
Nacque a Miano (Teramo) il 1º giugno 1932.
 Fu sposato con l'insegnante Elisa Di Sabatino, diventando padre del senatore Paolo Tancredi e del consigliere comunale Marco.

### Impegno politico
Laureato in giurisprudenza e funzionario pubblico, sin da giovane mostrò un vivo interesse per la politica, al fianco di Carino Gambacorta, allora sindaco di Teramo. Fu inoltre segretario comunale e provinciale della Democrazia Cristiana teramana curando le sorti del partito dal 1965 al 1994.

Fu eletto nel Consiglio Comunale di Teramo nel 1956 (a 24 anni). Quattro anni dopo, con Gambacorta, contribuì alla fondazione dell'Università di Teramo.
Fu consigliere della neocostituita Regione Abruzzo dal 1970 al 1979, periodo in cui ricoprì l'incarico di assessore alla Programmazione economica, al Lavori Pubblici, alla Politica della casa, ai Trasporti, al Turismo, all'Assistenza, agli Enti Locali e all'Industria. 
Per la Regione curò le leggi per il trasferimento dei poteri dallo Stato alla Regione medesima.
Successivamente, fu eletto parlamentare nella Camera dei deputati nelle file della DC per quattro legislature, ricoprendo anche incarichi in alcune commissioni: Lavori pubblici (dal 1979 al 1993), Igiene e sanità (1979) e Istruzione (1993-1994).

### Iniziative sul territorio
Fu il fondatore, nel 1996, della Banca di credito cooperativo di Teramo, di cui è stato sempre presidente, impegnandosi nel mecenatismo in favore della cultura e dell'arte regionale.

Sostenitore dello scultore Venanzo Crocetti, di Giulianova, per il quale, già nel 1960, aveva organizzato una mostra al Comune di Teramo, Tancredi è stato da sempre componente del Consiglio di amministrazione della Fondazione Venanzo Crocetti e, nel 2003, alla morte del fondatore, ne divenne il presidente. 
Sotto la sua guida il Museo Crocetti intraprese una serie di iniziative nel campo della scultura, della pittura, della letteratura e dell'editoria.
Durante lo svolgimento dei mandati politici come parlamentare, non dimenticò la sua terra: nel 1992, infatti, collaborò alla creazione del CISI Abruzzo (oggi SviluppoItalia Abruzzo), Ente di assistenza per le piccole e medie industrie, diventandone presidente e portandone la sede a Teramo.
Nel 1994 si dimise da Dirigente dell'Università Gabriele D'Annunzio.
Politico di primo piano nell'ambito territoriale della regione Abruzzo, ebbe un ruolo primario nella battaglia politica a favore dell'Autostrada A24 (Italia) per collegare L'Aquila con Teramo e del relativo Traforo del Gran Sasso; fu relatore della prima legge per la costruzione dei sotterranei Laboratori nazionali del Gran Sasso e firmatario delle successive due leggi per il suo completamento (nell'ultima legge era compresa anche la costruzione del Museo della Scienza e della Tecnica di Teramo); si impegnò, con Gambacorta, per ottenere il Medio Credito regionale; fu tra i più convinti e impegnati nell'acquisizione dell'autonomia da parte dell'Ateneo di Teramo nei confronti dell'Università Gabriele D'Annunzio di Pescara-Chieti (1990).
Nei primi anni novanta, curò la commemorazione dello scultore Raffaello Pagliaccetti e una mostra antologica con altri artisti abruzzesi, Venanzo Crocetti, Pietro e Andrea Cascella e Mario Ceroli. In seguito, intraprese anche un'opera di salvataggio di 25 opere in gesso di Pagliaccetti che si stavano depauperando, disponendone la fusione in bronzo. 
Il suo progetto era quello di formare il primo nucleo del Museo Crocetti-Pagliaccetti nel costruendo Ipogeo sotto piazza Garibaldi, in Teramo, ancora in fase di completamento.